# Edward Ratcliffe Garth Russell Evans
Edward Ratcliffe Garth Russell Evans (naslovi: baron Mountevans), britanski admiral in antarktični raziskovalec,* 28. oktober 1880, † 20. avgust 1957. 
Kot mladi pomorski častnik je sodeloval v dveh antarktičnih odpravah (1904 in 1910–13). Pozneje se je odlikoval med prvo svetovno vojno. Med drugo svetovno vojno je bil londonski poveljnik za civilno zaščito.
Med letoma 1936 in 1942 je bil rektor univerze v Aberdeenu.